# Altflöjt
Altflöjt är ett träblåsinstrument. 
Altflöjten är en tvärflöjt i djupare läge och tillverkas liksom den vanliga soprantvärflöjten vanligtvis i silver  eller andra metaller. I jämförelse med den vanliga flöjten är den ett par decimeter längre och något tjockare. Den är ett transponerande instrument och stämd i G. Eftersom instrumentets längd kan orsaka ergonomiska problem är det ganska vanligt att den förkortas genom ett böjt (dubbelvikt) munstycke. 
Tonomfånget sträcker sig från g0 till g3, det vill säga en kvart djupare än sopranflöjten. I den lägsta oktaven har altflöjten en markant fylligare och mer bärkraftig klang än sopransyskonet. Mellanregistret har en karakteristiskt beslöjad karaktär. I den högsta oktaven klingar alten mer likt sopranen, men klangfärgen är mattare. Därför används altflöjten främst för de låga och mellanhöga registrens skull.
Ett par verk på den klassiska standardrepertoaren där altflöjt ingår är Daphnis et Chloé av Maurice Ravel och Våroffer av Igor Stravinskij.